# Leucopogon leptospermoides
Leucopogon leptospermoides är en ljungväxtart som beskrevs av Robert Brown. Leucopogon leptospermoides ingår i släktet Leucopogon och familjen ljungväxter. Inga underarter finns listade i Catalogue of Life.